# Ghennadii Solomon
Ghennadii Solomon, né le 13 janvier 1978, est un handballeur international moldave.

## Biographie
Ghennadii Solomon nait dans la RSS moldave de l'Union soviétique. Le Mur de Berlin est tombé depuis cinq ans et le pays, pour la première fois, devient indépendant de la puissance soviétique. Son père est colonel du KGB, désormais moldave, et sa mère est professeur de mathématiques à l’université.
Formé au club de Chișinău, la capitale de la Moldavie, Ghennadii Solomon part ensuite en Roumanie où il évolue pendant deux ans en Division 1 locale, dans les clubs de Piatra-Neamt et de CSU PM Timișoara. En parallèle, il poursuivant parallèle des études de banque et de bourse à l’université moldave. En 2001-2002, le demi-centre de formation rejoint le HSV Hambourg et la D2 allemande, puis l’élite ukrainienne avec le Shakhtar Donestk en 2002-2003 avant de rejoindre la France et le HBC Gien Loiret (Nationale 1) où il joue trois saisons. En 2006, à 28 ans, Solomon rejoint l'OC Cesson Handball pour un an.
En 2007, Ghennadii Solomon pose ses valises à Chartres. Il s’impose dans l’équipe et participe à l’ascension du CMHB. Solomon parle alors moldave, roumain, russe,  allemand, anglais mais pas un mot de français. En 2012, Solomon est n°2 au poste de pivot depuis plusieurs années, derrière Maxime Cherblanc. Il a alors un emploi à plein-temps dans une banque et est handballeur à mi-temps, ne s'entraînant seulement le soir. Durant l'été 2013, lui et son coéquipier Thibaut Karsenty sont retenus dans une sélection française encadrée par Claude Onesta pour le premier tournoi de handball des « Maccabiah Games » en Israël. Dans cette compétition réservée à la communauté juive, qu'ils peuvent disputer du fait d'ascendances familiales, les deux Chartrains et les Bleus décrochent l'or grâce à trois succès.
En 2014, Ghennadii achève sa carrière de handballeur professionnel et, avec son coéquipier Saša Mitrović, se donnent l'objectif de faire monter l’équipe réserve en Nationale 3 et encadrer les jeunes. Les comparses réussissent leur mission, le groupe connait deux montées successives jusqu'en N2. À la fin de la saison 2015-2016, Solomon arrête sa carrière.

## Style de jeu
Demi-centre de formation mais aussi arrière gauche à l’occasion, Ghennadii Solomon est un buteur en puissance.
Au Chartres MHB28, Solomon devient pivot.

## Vie privée
Durant l'été 2001, Ghennadi rencontre Natalia en Moldavie. C’est un amour de vacances qui dure, et ils se marient juste après la Noël 2003. Leur fils Nikita nait en mai 2008.
À son arrivée à Chartres, son diplôme n’est pas reconnu par la France (il vit jusque-là du handball). Il demande une équivalence, et l’obtient après six à huit mois de démarches et de vérifications. Il rentre le samedi 20 mars 2010 au Crédit agricole de La Loupe, CDD en poche. Ensuite, l'apprenti-banquier prend du galon et obtient un CDI, toujours au Crédit agricole. Il part ensuite pour l'agence de Châteauneuf-en-Thymerais puis Thivars, où il devient conseiller avec les fonctions de chef de bureau.